# Dendrochilum rhombophorum
Dendrochilum rhombophorum är en orkidéart som först beskrevs av Heinrich Gustav Reichenbach, och fick sitt nu gällande namn av Oakes Ames. Dendrochilum rhombophorum ingår i släktet Dendrochilum och familjen orkidéer.
Artens utbredningsområde är Filippinerna. Inga underarter finns listade i Catalogue of Life.